# Christopher Goetze
Christopher „Chris“ Goetze (* 1939; † 21. November 1977) war ein US-amerikanischer Geophysiker.
Goetze war ab 1969 am Massachusetts Institute of Technology in der Gruppe von William Brace und leistete wichtige Beiträge zur experimentellen geologischen Felsmechanik. Er studierte die Mikrobruch-Strukturen unter dem Elektronenmikroskop im Rahmen von Experimenten zum Deformations-Verhalten von Gestein bei hohem Druck entsprechend Bedingungen in der tiefen Erdkruste und dem oberen Mantel. 
1975 führte er Festigkeitsprofile der Lithosphäre ein, die nach ihm und Brace benannt wurden. Ebenfalls 1974 demonstrierte er, dass Kornstrukturen Rückschlüsse auf die Spannungen zuließen, denen Gestein in der Vergangenheit unterworfen war (Paläospannung, englisch paleostress).
Er starb mit 38 Jahren an einem Gehirntumor.

## Schriften
- mit William Brace Laboratory observations of high temperature rheology of rocks, Tectonophysics, 13, 1972, 583–600
- mit David Kohlstedt Low-stress high-temperature creep in olivine single crystals, J. Geophys. Res., 79, 1974, 2045
- mit Kohlstedt Laboratory studies of dislocation climb and diffusion in olivine, J. Geophys. Res. 78, 1973, 5961
- mit Kohlstedt, Durham Experimental deformation of single crystal olivine with application to flow in the mantle, in R. G. J. Strens The physics and chemistry of minerals and rock, Wiley 1976
- The mechanism of creep in olivine, Phil. Trans. Roy. Soc. A 288, 1978, 99–119
- Sheared lherzolites: from the point of view of rock mechanics, Geology, 3, 1975, 172
- A brief summary of our present day understanding of the effect of volatiles and partial melt on the mechanical properties of the upper mantle, in Manghnani, Akimoto High pressure research: application in geophysics, Academic Press 1977, 3–23
- mit Brian Evans Stress and temperature in the bending lithosphere as constrained by experimental rock mechanics, Geophysical J. Roy. Astron. Soc., 59, 1979, 463–478
- mit Evans Temperature variation of hardness of olivine and its implication for polycrystalline yield stress, J. Geophys. Res., 84, 1979, 5505–5524